# Милиция Тигров
Милиция Тигров (араб. ميليشيا نمور الأحرار‎) — военизированная организация ливанской Национал-либеральной партии в 1968-1980 годах. Активно участвовала в гражданской войне на стороне правохристианских сил. Конфликтовала также с фалангистской милицией партии Катаиб. Потерпела поражение в силовой конкуренции с фалангистами, распущена после резни в Сафре 1980. Попытка воссоздания в середине 1980-х не дала ощутимых результатов.

## Национал-либеральное ополчение

### Комплектование и командование
В 1968 года председатель ливанской Национал-либеральной партии (НЛП) Камиль Шамун начал создавать в НЛП вооружённые формирования милиционного типа. Первоначально они именовались Бригада ливанских тигров, затем — Милиция Тигров. Предположительно название происходит от Нимр — Тигр — имени отца Камиля Шамуна.
Рядовой и командный состав комплектовался из активистов НЛП, разделявших партийную идеологию (ливанский национализм, консервативный либерализм, антикоммунизм) и преданных клану Шамун. Значительное большинство бойцов являлось маронитами. Допускались представителей других христианских конфессий. Значительную часть составляли бывшие военнослужащие ливанской армии. Общая численность в разные периоды составляла от 2000 до 5000 человек.
Первым командующим «Милицией Тигров» был близкий соратник Камиля Шамуна, начальник службы безопасности НЛП Наим Бердкан. Командование военизированной организацией осуществлялось в соответствии с директивами Камиля Шамуна.

### Вооружение и базирование
На вооружении «Милиции Тигров» были различные виды автоматического стрелкового оружия: британские Ли-Энфилд, французские MAS-36, советские ППШ, СКС, АК-47, АКМ, американские M1 carbine, M14, швейцарские SIG SG 540, немецкие HK G3; пулемёты MG34, РПД, СГ-43, гранатомёты M203. Артиллерия состояла из британских орудий QF 25 pounder, Bofors L60, советских М-46, ЗПУ-4, зенитно-артиллерийских комплексов С-60. В бронетехнике преобладали американские танки M41 Уокер Бульдог, британские Чариотиры и M42, израильские M51-Супершерман. Широко применялись импровизированные боевые машины на базе моделей Land Rover, Toyota, Peugeot, а также M151 MUTT.
Оружие западного производства поступало со складов ливанской армии, из Иордании, Саудовской Аравии и Ирана, советского — из Египта и Сирии.
Базы «Милиции Тигров» располагались в северных районах Ливана, где было традиционно сильное влияние НЛП и Шамунов — в Дейр-эль-Камаре, Садеко, Сафре, также в Кесерване и бейрутском районе Ашрафия. В 1978 году главный штаб был размещён в Сафре. Финансирование «Тигров» в значительной степени осуществлялось за счёт поступлений от контроля над портами и контрабанды, в том числе наркотиков.

## В гражданской войне
С 1975 года вооружённые формирования НЛП активно участвовали в гражданской войне на стороне правохристианского лагеря. Партия состояла в коалиции Ливанский фронт, партийное ополчение — в военным крыле Ливанские силы.
Уже в первый день войны, 13 апреля 1975, «Тигры Шамуна» поддержали фалангистскую милицию Катаиб в Автобусной резне. Вместе с фалангистами, Стражами кедров, другими правохристианскими организациями они участвовали осенью 1975 года в бейрутской Битве отелей против насеристов Мурабитун, социалистов и коммунистов. Летом 1976 милиция НЛП играла заметную роль в осаде и штурме палестинской базы Тель-Заатар. В начале 1978 «Тигры» принимали участие в Стодневной войне правохристиан против сирийских войск.
«Милиция Тигров» отличалась особой жестокостью к противникам и агрессивностью в отношении мусульман. Боевики НЛП обвинялись в расправах с гражданским населением, в частности, при резне в Карантине.
Боевые действия «Милиции Тигров» велись с переменным успехом. Она эффективно показала себя в «Битве отелей». Но серьёзным поражением стала потеря крепости Иклим эль-Харуб в Горном Ливане в январе 1976 года. Были утрачены значительные территории в Шуфе. В одном из боёв погиб Наим Бердкан. На посту командующего его сменил сын председателя НЛП Дани Шамун.
Несмотря на тесные связи «Милиции Тигров» с НЛП, между политическим руководством и военным командованием случались серьёзные разногласия. Например, Камиль Шамун в 1976 году был сторонником сирийского участия в ливанской войне, тогда как Дани Шамун выступал резко против. Конфликты приобретали такую остроту, что в межпартийной силовой конкуренции Шамун-старший иногда становился на сторону фалангистов против Шамуна-младшего. Между тем, командующий фалангистской милицией и «Ливанскими силами» Башир Жмайель стремился интегрировать под своим руководством все правохристианские формирования.

## Резня и роспуск
К середине 1980 отношения между милицией Катаиб и «Милиции Тигров» предельно обострились. В Горном Ливане происходили вооружённые столкновения между фалангистами и «тиграми». Крупный бой имел место 4 июля 1980 года в Матне, погибли 16 человек. Башир Жмайель, проводивший программу «единства винтовки» — объединение всех правохристианских сил под своим командованием — принял решение о ликвидации «Милиции Тигров». Камиль Шамун-старший был недоволен чрезмерной самостоятельностью сына и не возражал против силовой акции в отношении подчинённых Дани Шамуну формирований.
7 июля 1980 года боевики Катаиб атаковали штаб-квартиру «Милиции Тигров» в Сафре. «Тигры» были полностью разгромлены превосходящими силами фалангистов. В общей сложности погибли около 200 человек, из них до 80 «Тигров». При этом Дани Шамуну сохранили жизнь — нападение специально перенесли с 4 на 10 часов утра, чтобы Шамун-младший успел покинуть Сафру.
Дани Шамун бежал в контролируемый мусульманами Западный Бейрут и на несколько лет ушёл из ливанской политики. Около месяца партийными формированиями командовал его старший брат Дори Шамун. В августе 1980 года Камиль Шамун приказал распустить «Милицию Тигров». Оставшиеся боевики поступили в распоряжение Башира Жмайеля.

## «Свободные Тигры»
Небольшая группа бывших боевиков НЛП во главе с Ильясом Ханнуше отказалась подчиниться приказу Камиля Шамуна, не вступила в «Ливанские силы» и не сложила оружия. Группа приняла название Свободные Тигры, поставила целью месть за резню в Сафре и объявила войну «Ливанским силам».
До осени 1980 года «Свободные тигры» вели диверсионно-террористическую борьбу в Восточном Бейруте. Под ударами правительственных войск они отступили в Западный Бейрут и установили связь с палестинским движением ФАТХ и сирийским командованием. В декабре 1980 года «Свободные тигры» попытались захватить объекты НЛП в Захле, но их атаки были отбиты фалангистами. «Свободные тигры» отступили под прикрытием сирийских войск и более не проявлялись.

## Попытка воссоздания и окончательное расформирование
События 1982 года — израильское вторжение, изгнание из Ливана палестинских формирований, избрание Башира Жмайеля президентом и его убийство до официального вступления в должность — изменили военно-политические расклады. Гибель Башира Жмайеля сильно подорвала позиции Катаиб. Дани Шамун вернулся в Ливан. Национал-либеральная партия предприняла попытки восстановить прежнее влияние.
С 1983 распоряжением Камиля Шамуна началось воссоздание партийной «Милиции Тигров». Командование вновь принял на себя Шамун-младший. Однако восстановить прежнюю структуру не удалось. Новая «Милиция Тигров» насчитывала лишь около 100 человек и занималась в основном охраной руководства НЛП.
В конце 1980-х некоторые «Тигры» поддерживали генерала Мишеля Ауна в его противостоянии сначала с сирийскими войсками, затем с «Ливанскими силами» Самира Джааджаа. Впоследствии, уже в 2000-х, отмечалось примыкание бывших «Тигров» к Свободному патриотическому движению Ауна.
21 октября 1990 был убит Дани Шамун. После этого деятельность «Милиции Тигров» окончательно прекратилась. Национал-либеральная партия продолжает существовать под председательством Дори Шамуна, но не имеет военизированного крыла.